# Amt Wennigsen
Das Amt Wennigsen war ein Amt im Calenberger Land, das von 1817 bis 1885 existierte. Zunächst gehörte das Amt zum Königreich Hannover und später zur preußischen Provinz Hannover. Es entstand nach der Auflösung des Klosteramts Wennigsen aus der Teilung des Amtes Calenberg in der Restaurationszeit durch eine Königlich Hannoversche Verordnung vom 28. Oktober 1817. Das Amt ging 1885 im Landkreis Linden auf, der bis 1932 existierte. Danach wurde das Gebiet Teil des Landkreises Hannover, heute Region Hannover.

## Amtsgebiet
Das Amt Wennigsen übernahm die Vogteien Ronnenberg, Gehrden, Bönnigsen und Goltern sowie aus der Pattenser Gohe die Dörfer Holtensen (bei Bredenbeck), Evestorf und Argestorf.
Für das Jahr 1834 ist eine Fläche von 1263 Hufen und Einwohnerzahl von 12.464 Personen belegt.
Am 1. Juli 1849 kamen die Ortschaften Barsinghausen und Altenhof des aufgehobenen Klosteramts Barsinghausen zum  Amt Wennigsen.
Im Jahr 1852 wurden die Gemeinden Badenstedt, Bornum, Lenthe, Northen und Ricklingen an das neu geschaffene Amt Linden abgegeben.
Bei seiner Auflösung (1885) umfasste das Amt Wennigsen folgende Gemeinden:
- Argestorf
- Bantorf-Luttringhausen
- Barsinghausen
- Benthe
- Bönnigsen
- Bredenbeck
- Degersen
- Ditterke
- Eckerde
- Egestorf
- Empelde
- Everloh
- Evestorf
- Gehrden
- Göxe
- Großgoltern
- Hohenbostel
- Holtensen
- Kirchdorf
- Landringhausen
- Langreder
- Lemmie
- Leveste
- Nordgoltern
- Redderse
- Ronnenberg
- Sorsum
- Weetzen
- Wennigsen
- Wettbergen
- Wichtringhausen
- Winninghausen

## Amtsgericht
Wennigsen erhielt mit Gründung des Amtes ein eigenes Gericht für Zivilsachen und Freiwillige Gerichtsbarkeit, Strafsachen wurden vorerst weiterhin in Calenberg verhandelt. Mit dem am 1. Oktober 1852 in Kraft getretenen hannoverschen Gerichtsverfassungsgesetz vom 8. November 1850 wurde das Amtsgericht Wennigsen eingerichtet. Dieses besteht bis heute.

## Amtmann
- 1817–1825: Johann Christoph Havemann
- 1825–1857: Georg Wilhelm Ludewig Hagemann, ab 1841 Oberamtmann
- 1857–1858: Georg August Werner von Meding, Amtsassessor (auftragsweise)
- 1858–1883: Heinrich Bening, Amtmann, Geheimer Regierungsrat

Nach Amtmann Hagemann ist bis heute eine innerörtliche Straße in Wennigsen benannt. Er spielte in der Stadtgeschichte Hannovers eine Rolle, nachdem der Magistrat der Stadt die Verfassungsänderung von König Ernst August abgelehnt hatte. Der hannoversche Monarch wollte ihn interimsmäßig daher im Juli 1839 als Verwalter der Stadt einsetzen. Aufgrund heftiger Proteste der Bürgerschaft lenkte der König jedoch in letzter Minute ein und verhinderte so einen Aufstand.